# Rašica
Rašica este o arie protejată (arie specială de conservare — SAC, sit de importanță comunitară — SCI) din Slovenia întinsă pe o suprafață de 2.236,07 ha, integral pe uscat.

## Localizare
Centrul sitului Rašica este situat la coordonatele 46°08′21″N 14°31′31″E / 46.1392°N 14.5252°E.

## Înființare
Situl Rašica a fost declarat sit de importanță comunitară în aprilie 2004 pentru a proteja 2 specii de plante și 7 specii de animale. Situl a fost protejat și ca arie specială de conservare în februarie 2012.

## Biodiversitate
Situată în ecoregiunea continentală, aria protejată conține 3 habitate naturale: Pajiști cu Molinia pe soluri calcaroase, turboase sau argilos-nămoloase (Molinion caeruleae), Peșteri inaccesibile publicului, Păduri pe pante, grohotișuri și ravene de Tilio-Acerion.
La baza desemnării sitului se află mai multe specii protejate:
- plante (2): papucul doamnei (Cypripedium calceolus), moșișoare (Liparis loeselii)
- amfibieni (1): izvoraș-cu-burta-galbenă (Bombina variegata)
- mamifere (1): liliacul mic cu potcoavă (Rhinolophus hipposideros)
- nevertebrate (5): Austropotamobius torrentium, Carabus variolosus, Cordulegaster heros, fluturele auriu (Euphydryas aurinia), rădașcă (Lucanus cervus)